# 大德區
大德區（：／ Daedeok gu */?）是大韓民國大田廣域市的一個區，位於北部、大田川以北，北以錦江與忠清北道相望。面積68.4平方公里，2009年人口210,114人。下分12洞。
1935年設大德郡，1989年設區。
韩国科学技术院的校址位於本區。